# Baba Lybeck
Barbara "Baba" Lybeck, född 26 december 1966 i Pargas, är en finlandssvensk journalist och programledare. Hon har främst arbetat på finska, men också på svenska. Lybeck blev filosofie magister från Helsingfors universitet år 2007.

## Karriär
Sedan år 2019 är Lybeck programledare för aktualitetsprogrammet Viiden jälkeen på MTV3. Lybeck var programledare för Yles aktualitetsunderhållningsprogram Nyhetsläckan (Uutisvuoto) år 2011–2018. År 2009–2012 arbetade hon som redaktionssekreterare för Yle-programmet Puoli seitsemän. Mellan år 1998 och 2009 var hon nyhetsredaktör och nyhetsuppläsare för Nelosen uutiset.
Hon har också arbetat som programledare i Radio City, MTV3 och musikprogrammet Lista Top 40 (Yle). År 2003–2007 var hon konferencier vid Jussi-galan. På svenska har hon arbetat som programledare för Bosses Bio och Talking Heads på FST.
Hösten 2012 tävlade Lybeck i Dansar med stjärnor.

## Familj
Lybeck är gift med musikern och musikproducenten Pekka Lehti. Paret har två barn, Lxandra och Benjamin, som båda är musiker. Lybecks morföräldrar var författaren Tito Colliander och konstnären Ina Colliander.